# Odnośnik bezpośredni
Odnośnik bezpośredni (ang. permalink) – specjalnie skonstruowany, niezmienny adres URL odnoszący się do konkretnego zasobu.